# Omaha (Teksas)
Omaha je grad u američkoj saveznoj državi Teksas. Prema popisu stanovništva iz 2010. u njemu je živjelo 1.021 stanovnika.